# Reggenza di Bekasi
La Reggenza di Bekasi (in indonesiano Kabupaten Bekasi) è una reggenza (kabupaten) dell'Indonesia situata nella provincia di Giava Occidentale.